# John Kirtland Wright
John Kirtland Wright (Cambridge, 1891 – Hanover, 1969) è stato un geografo statunitense.
Già membro della American Geographical Society dal 1920, ne fu direttore dal 1938 al 1949; lasciò la società nel 1956. Si ricorda in particolare per l'opera La natura umana nella geografia (1966), importante raccolta di saggi ed articoli, e per il concetto di geosofia.
Era fratello dello scrittore Austin Tappan Wright.